# Postkodlotterietklass

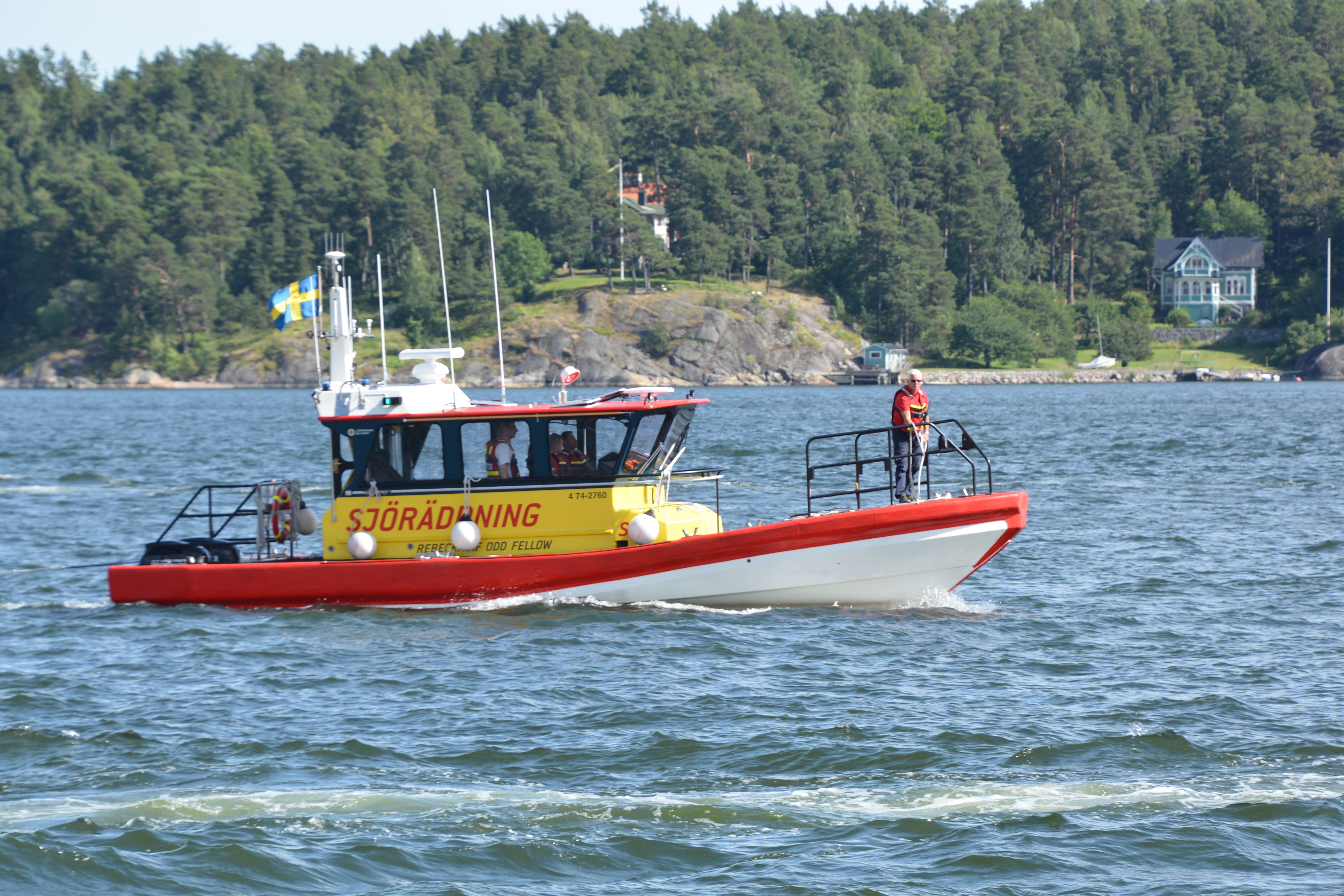
Rescue Rebecka af Odd Fellow från Räddningsstation Stockholm, utanför Vaxholm.

Postkodlotterietklass är en typ av räddningsfartyg inom svenska Sjöräddningssällskapets verksamhet, som tagits fram av Sjöräddningssällskapet med finansiering från Postkodlotteriet och Wallenstam.
Det första fartyget i Postkodlotterietklassen, Rescue Lennart Wallenstam, levererades våren 2012. 
Postkodlotterietklassen är den största båtklassen i Sjöräddningssällskapets flotta med utombordsmotorer. Den har ett skrov, som överensstämmer med skrovet för Victoriaklass, men är något förkortat. 

## Fartyg inom Sjöräddningssällskapet
- 11-00 Rescue 11-00, en prototyp framtagen av Sjöräddningssällskapet 2011 med stöd av Postkodlotteriet, har använts som reservbåt utprovningar inom Sjöräddningssällskapets utvecklingaarbete.
- 11-01 Rescue Lennart Wallenstam, byggd 2012, stationerad vid Räddningsstation Stenungsund
- 11-02 Rescue Sparbanksstiftelsen Öresund, byggd 2013, stationerad vid Räddningsstation Barsebäckshamn
- 11-03 Rescue Iris, byggd 2014, Räddningsstation Kållandsö
- 11-04 Rescue Hans Carlsson, byggår 2015, Räddningsstation Västerås
- 11-05 Rescue Bengt Järlebring, byggår 2016, Räddningsstation Mönsterås
- 11-06 Rescue Rebecka af Odd Fellow, byggår 2016, Räddningsstation Stockholm
- 11-07 Rescue Teddy, byggår 2016, Räddningsstation Munsö/Ekerö
- 11-08 Rescue Anncha af Fagerfjäll, byggår 2017, Räddningsstation Skärhamn
- 11-09 Rescue Engström, byggår 2018, Räddningsstation Räfsnäs[2]
- 11-10 Rescue Stig Kjellgren, byggår 2021, Räddningsstation Vadstena-Motsla
- 11-11 Rescue William Eriksson, byggår 2022, Räddningsstation Stockholm

Fartygen av Postkodlotterietklass har tillverkats av Swede Ship Composite AB i Hunnebostrand.